# Centrantyx rougeoti
Centrantyx rougeoti är en skalbaggsart som beskrevs av Ruter 1978. Centrantyx rougeoti ingår i släktet Centrantyx och familjen Cetoniidae. Inga underarter finns listade.